# Diocesi di Afneo
La diocesi di Afneo (in latino: Dioecesis Aphnaetena) è una sede soppressa e sede titolare della Chiesa cattolica.

## Storia
Afneo, forse identificabile con le rovine del Tell-Defenneh (Tahpanhes), è un'antica sede episcopale della provincia romana dell'Augustamnica Prima nella diocesi civile d'Egitto. Faceva parte del patriarcato di Alessandria ed era suffraganea dell'arcidiocesi di Pelusio.
Di questa sede, eretta probabilmente all'epoca dell'arcivescovo Teofilo (385-412), è noto un solo vescovo, Ierace, che prese parte ai concili ecumenici di Efeso (431) e di Calcedonia (451).
Dal 1933 Afneo è annoverata tra le sedi vescovili titolari della Chiesa cattolica; il titolo non è più assegnato dal 15 aprile 1997. Il suo ultimo titolare è stato Gregorio Espiga e Infante, vicario apostolico di Palawan nelle Filippine.

## Cronotassi

### Vescovi greci
- Ierace † (prima del 431 - dopo il 451)

### Vescovi titolari
- Joseph Alexander Fernandes † (24 gennaio 1949 - 12 aprile 1951 nominato arcivescovo di Delhi e Simla)
- Gregorio Espiga e Infante, O.A.R. † (3 luglio 1955 - 15 aprile 1997 deceduto)